# 1081
| [ Edytuj tabelę ]          |                                                                  |
| Książę Polski              | - 1079 Władysław I Herman 1102                                   |
| Król Angkoru               | - 1080 Dżajawarman VI 1107                                       |
| Król Anglii                | - 1066 Wilhelm Zdobywca 1087                                     |
| Król Aragonii i Nawarry    | - 1063 Sancho Ramírez 1094                                       |
| Hrabia Barcelony           | - 1076 Rajmund Berengar II 1082 - 1076 Berengar Rajmund II 1097  |
| Książę Bawarii             | - 1077 Henryk VIII 1096                                          |
| Książę Burgundii           | - 1079 Odo I 1102                                                |
| Cesarz Bizancjum           | - 1078 Nicefor III Botaniates 1081 - 1081 Aleksy I Komnen 1118   |
| Cesarz Chin                | - 1067 Song Shenzong 1085                                        |
| Książę Czech               | - 1061 Wratysław II 1092                                         |
| Król Danii                 | - 1080 Kanut IV Święty 1086                                      |
| Władca Egiptu              | - 1036 Al-Mustansir 1094                                         |
| Król Francji               | - 1060 Filip I 1108                                              |
| Król Gruzji                | - 1072 Jerzy II 1089                                             |
| Hrabia Holandii            | - 1061 Dirk V 1091                                               |
| Cesarz Japonii             | - 1072 Shirakawa 1086                                            |
| Kalif                      | - 1075 Al-Muktadi 1094                                           |
| Król Kastylii              | - 1072 Alfons VI 1109                                            |
| Wielki książę Kijowa       | - 1078 Wsiewołod I 1093                                          |
| Patriarcha Konstantynopola | - 1075 Kosma I Jerozolimski 1081 - 1081 Eustracjusz Garidas 1084 |
| Władca Korei               | - 1046 Munjong 1083                                              |
| Władca Maroka              | - 1070 Jusuf ibn Taszfin 1106                                    |
| Król Norwegii              | - 1066 Olaf III Pokojowy 1093                                    |
| Książę Obodrzyców          | - 1066 Krut 1093                                                 |
| Hrabia Palatynatu          | - 1061 Herman II Luksemburski 1085                               |
| Papież                     | - 1073 Grzegorz VII 1085                                         |
| Sułtan Rumu                | - 1077 Sulajman I 1086                                           |
| Książę Saksonii            | - 1072 Magnus 1106                                               |
| Sułtan Seldżuków           | - 1072 Malikszah I 1092                                          |
| Król Szkocji               | - 1058 Malcolm III 1093                                          |
| Król Szwecji               | - 1080 Sven Blot 1083                                            |
| Doża Wenecji               | - 1071 Domenico Selvo 1084                                       |
| Król Węgier                | - 1077 Władysław I Święty 1095                                   |

Rok 1081 / MLXXXI
stulecia: X wiek ~
XI wiek ~
XII wiek

lata: 1071 «
1076 «
1077 «
1078 «
1079 «
1080 «
1081
» 1082
» 1083
» 1084
» 1085
» 1086
» 1091

## Wydarzenia w Polsce
- 2 kwietnia lub 3 kwietnia (1081 lub 1082) – na wygnaniu zmarł król Bolesław Szczodry.

## Wydarzenia na świecie
- 4 kwietnia – Aleksy I Komnen zasiadł na tronie bizantyjskim.
- 6 sierpnia – Herman z Salm został wybrany na antykróla Niemiec.
- 18 października – w bitwie pod Dyrrachion flota normańska dowodzona przez Roberta Guiscarda pokonała flotę bizantyńską oraz sprzymierzeńców weneckich dowodzonych przez Aleksego I.
- Henryk IV wyprawił się do Włoch.

## Urodzili się
- 1 grudnia – Ludwik VI Gruby, król Francji (zm. 1137)

## Zmarli
- 2 kwietnia lub 3 kwietnia – Bolesław II Szczodry, król Polski, syn Kazimierza Odnowiciela (ur. ok. 1042; zm. 1082 lub 1081) (data sporna lub przybliżona)